# Expedição 10
Expedição 10 foi a décima missão internacional de longa duração a bordo da Estação Espacial Internacional. Ela foi realizada pelo astronauta norte-americano Leroy Chiao e pelo cosmonauta russo Salijan Sharipov entre 16 de outubro de 2004 e 24 de abril de 2005. 
Os dois tripulantes foram lançados da Terra na nave Soyuz TMA-5 em 14 de outubro e acoplaram dois dias depois na ISS dando início à missão, substituindo os astronautas Michael Fincke e Gennady Padalka, integrantes da Expedição 9. Chiao foi o comandante da Expedição e Sharipov o comandante da Soyuz e engenheiro de voo da Expedição.

## Tripulação
| Posição           | Tripulante       |                  |
| ----------------- | ---------------- | ---------------- |
| Comandante        | Leroy Chiao      | Leroy Chiao      |
| Engenheiro de voo | Salijan Sharipov | Salijan Sharipov |

## Parâmetros da missão
- Massa: 187,016 kg
- Perigeu: 384 km
- Apogeu: 396 km
- Inclinação: 51.6°
- Período: 92 min

## Missão
O início da missão foi adiado porque durante os testes pré-voo da Soyuz TMA-5, um parafuso explosivo foi inadvertidamente ativado dentro da nave, causando a necessidade de reparos. Após o incidente, o lançamento foi reprogramado para 14 de outubro no Cosmódromo de Baikonur.
Durante o período da Expedição, duas naves Soyuz Progress não-tripuladas se acoplaram com a estação, levando mantimentos e equipamentos para a tripulação e duas caminhadas espaciais foram realizadas, incluindo a preparação da estação para a chegada e acoplagem do Veículo de Transferência Automatizado Julio Verne, da Agência Espacial Europeia - ESA, que acabou se concretizando apenas em 2008.
O astronauta italiano da ESA Roberto Vittori, que chegou à estação com os integrantes da Expedição 11 em abril de 2005, passou oito dias  realizando experiências antes de retornar à Terra junto com os integrantes da Expedição 10.
Entre as várias experiências realizadas a bordo incluíram-se as de observação da Terra, investigação comportamental de isolamento e testes de medição de viabilidade de poeira e aerossol no espaço.
Duas caminhadas espaciais foram realizadas, em janeiro e março, para instalação de equipamentos na estrutura da estação e tarefas em preparação para a chegada do novo Veículo de Transferência Automatizado da Agência Espacial Europeia em 2006. A chegada do primeiro dos VTA, o Julio Verne, entretanto, foi adiada para 2008 por causa de testes ainda não completados.
O astronauta norte-americano Leroy Chiao foi a primeira pessoa na história a votar no espaço, sendo que uma pequena maquina de votação foi instalada para as Eleições presidenciais nos Estados Unidos.

## Galeria

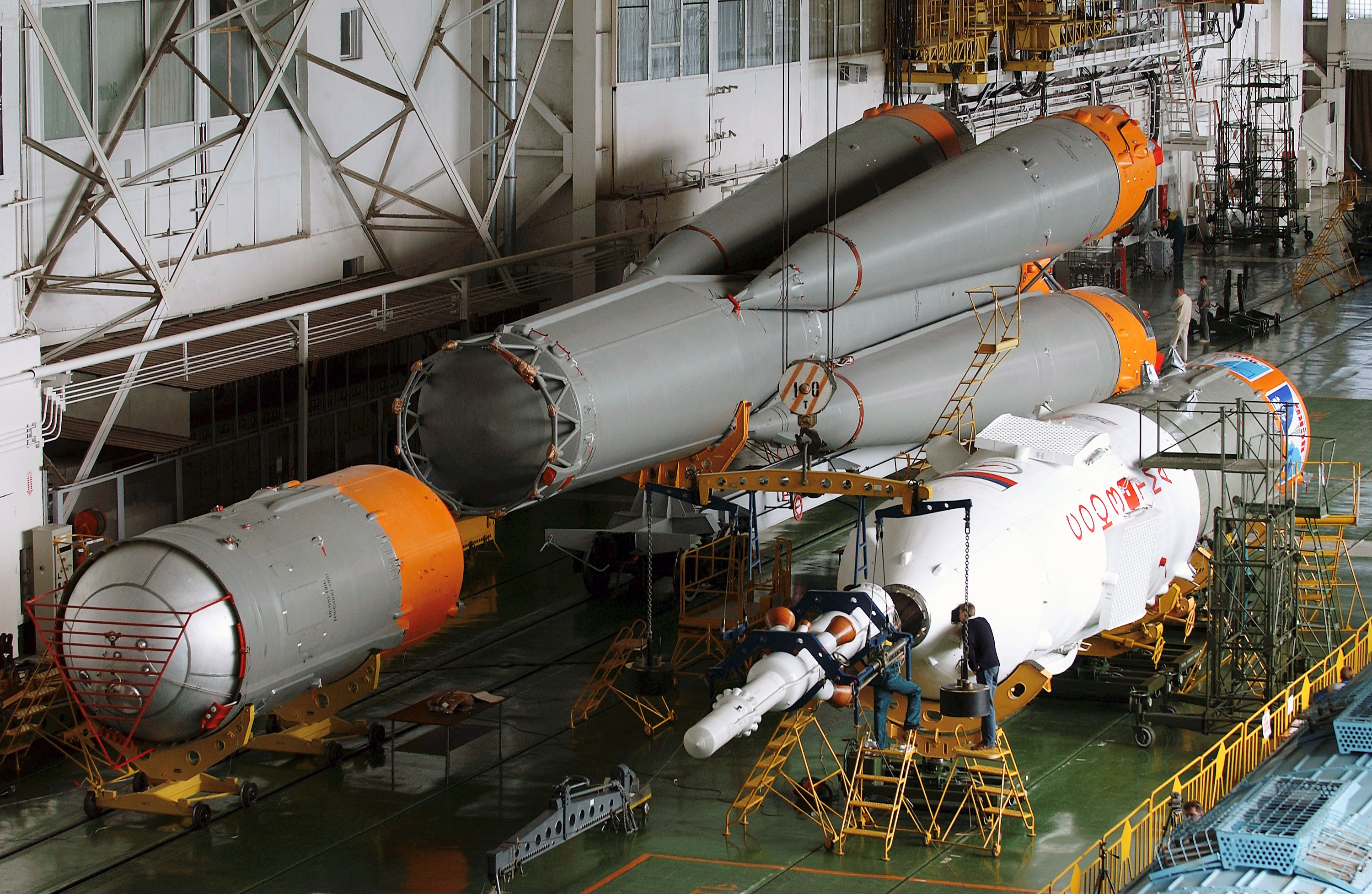
A Soyuz TMA-5 sendo montada em Baikonur.
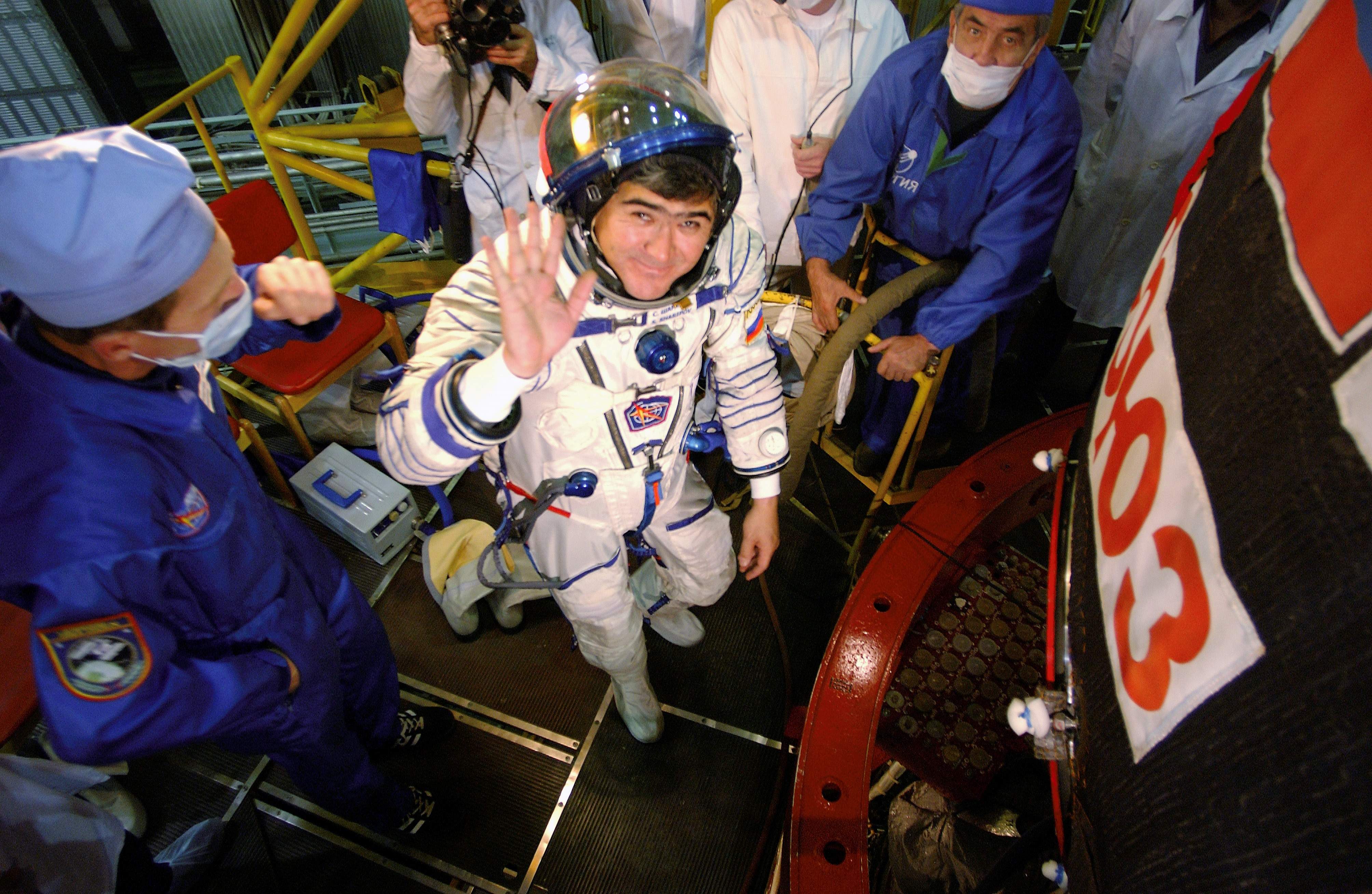
Salijan Sharipov embarca na Souyz TMA-5 em direção à ISS para o início da Expedição 10.
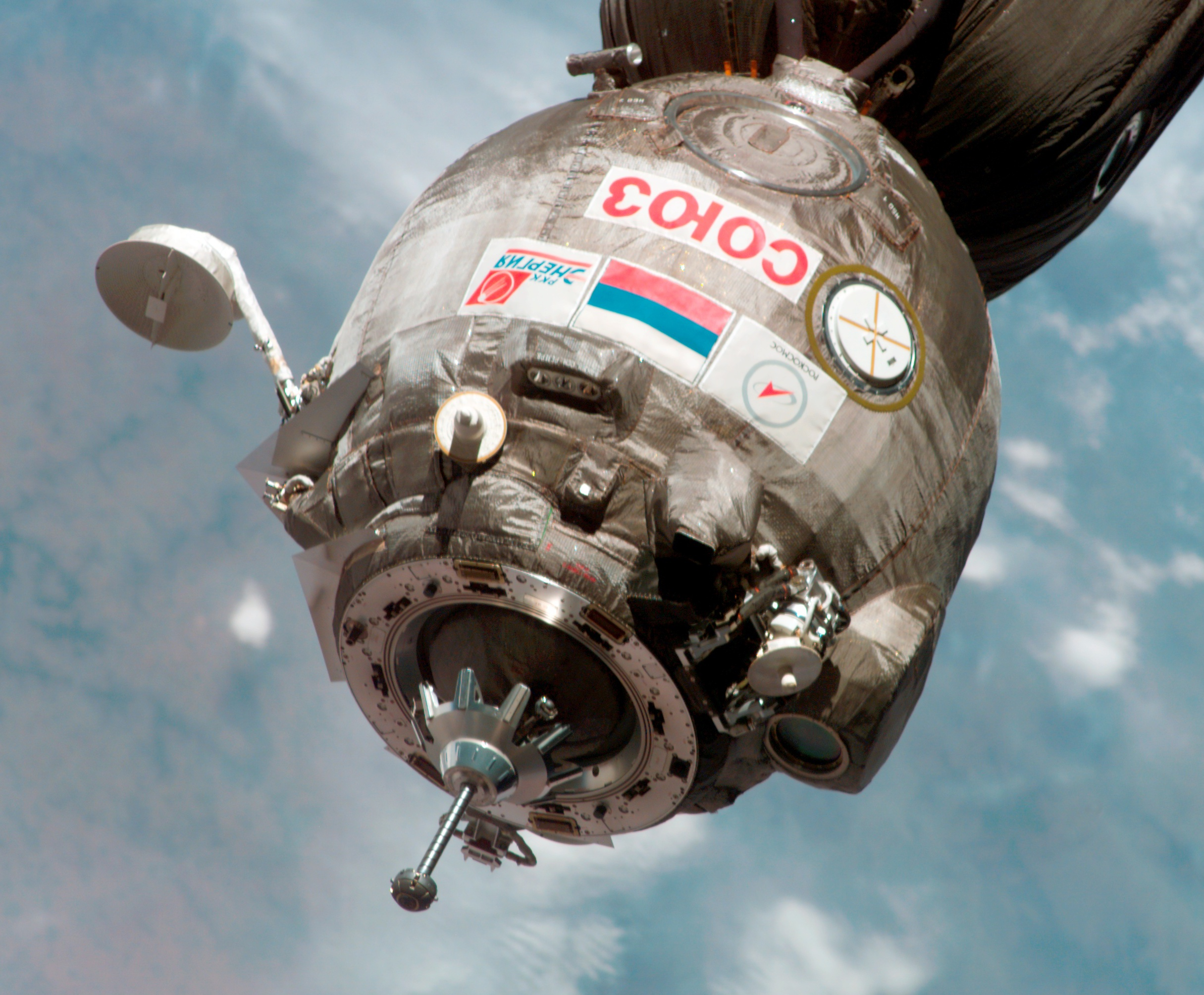
A TMA-5 acoplando na ISS.
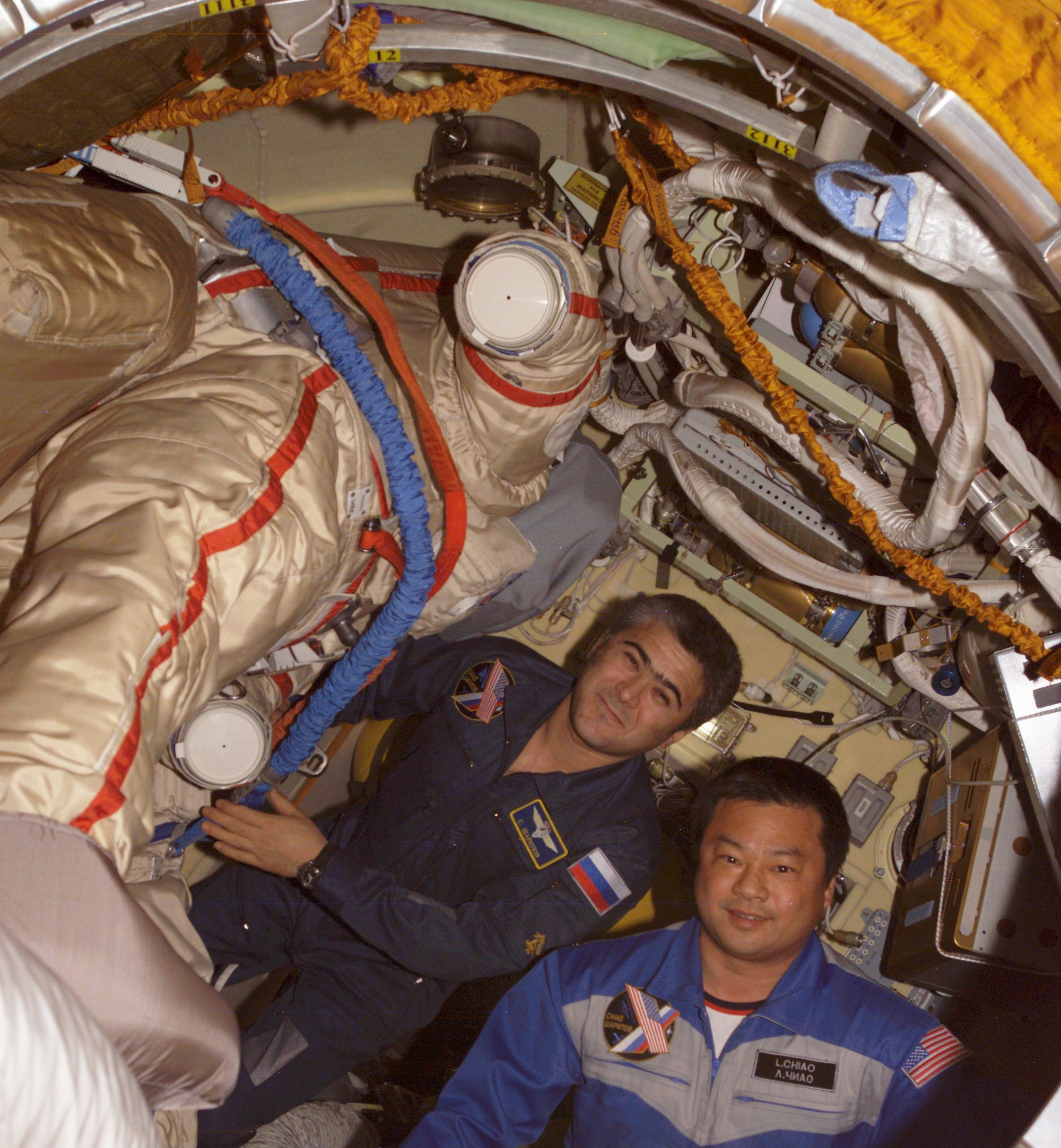
Chiao e Sharipov trabalham em seus trajes espaciais Orlan dentro do módulo Pirs.
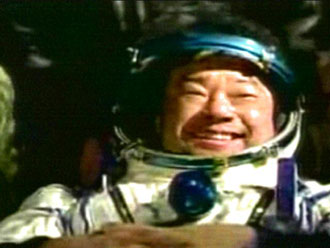
O comandante Chiao logo após o pouso no Cazaquistão.